# جاکوبو سانز
جاکوبو سانز (انگلیسی: Jacobo Sanz؛ زادهٔ ۱۰ ژوئیهٔ ۱۹۸۳) بازیکن فوتبال اهل اسپانیا است.
از باشگاه‌هایی که در آن بازی کرده‌است می‌توان به باشگاه فوتبال نومانسیا، باشگاه فوتبال رئال وایادولید، باشگاه فوتبال پائوک، باشگاه فوتبال آستراس تریپولی، باشگاه فوتبال ختافه، و باشگاه ورزشی تنریف اشاره کرد.